# Frederico João Wolffenbüttel
Frederico João Wolffenbüttel (São Leopoldo, 18 de dezembro de 1875 — Porto Alegre, 30 de novembro de 1953]]) foi um político brasileiro. Exerceu o mandato de deputado federal constituinte pelo Rio Grande do Sul em 1934.